# Comunitat de comunes Sauer-Pechelbronn
La Comunitat de comunes Sauer-Pechelbronn (oficialment: Communauté de communes Sauer-Pechelbronn) és una Comunitat de comunes del departament del Baix Rin, a la regió del Gran Est.
Creada al 2008, està formada 24 municipis i la seu es troba a Durrenbach.

## Municipis
1. Biblisheim
2. Dieffenbach-lès-Wœrth
3. Durrenbach
4. Eschbach
5. Forstheim
6. Frœschwiller
7. Gœrsdorf
8. Gunstett
9. Hegeney
10. Kutzenhausen
11. Lampertsloch
12. Langensoultzbach
13. Laubach
14. Lembach
15. Lobsann
16. Merkwiller-Pechelbronn
17. Morsbronn-les-Bains
18. Niedersteinbach
19. Oberdorf-Spachbach
20. Obersteinbach
21. Preuschdorf
22. Walbourg
23. Wingen
24. Wœrth